# 우에노 히데아키
우에노 히데아키(일본어: 上野 秀章, 1981년 5월 31일 ~ )는 일본의 전 축구 선수이다.

## 구단 경력
과거 교토 상가 FC, 산프레체 히로시마, 도쿠시마 보르티스에서 활동하였다.